# Асахи (Миэ)

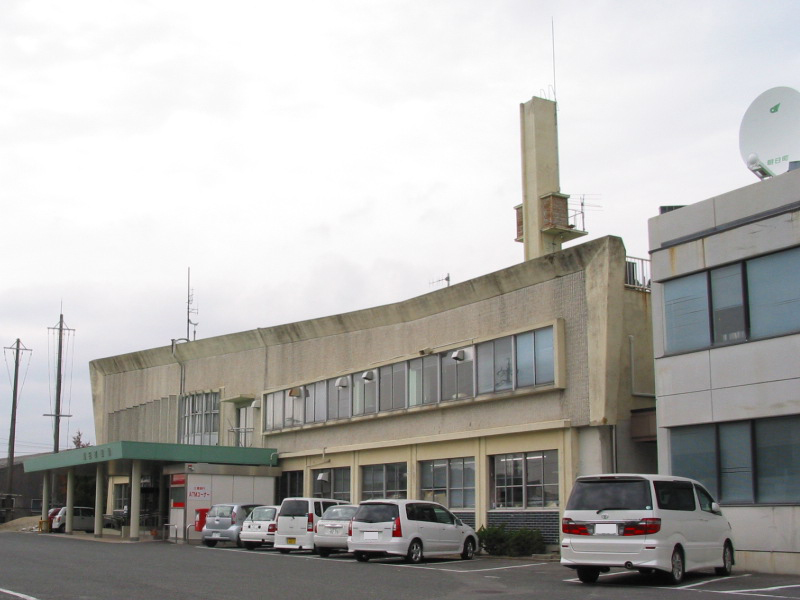
Мэрия посёлка Асахи

Асахи (яп. 朝日町 Асахи-тё:) — посёлок в Японии, находящийся в уезде Миэ префектуры Миэ. Площадь посёлка составляет 5,99 км², население — 10 246 человек (1 июня 2014), плотность населения — 1710,52 чел./км².

## Географическое положение
Посёлок расположен на острове Хонсю в префектуре Миэ региона Кинки. С ним граничат города Йоккаити, Кувана и посёлок Кавагоэ.

## Население
Население посёлка составляет 10 246 человек (1 июня 2014), а плотность — 1710,52 чел./км². Изменение численности населения с 1980 по 2005 годы:
| 1980 | 6851 чел. |  |
| 1985 | 7003 чел. |  |
| 1990 | 6744 чел. |  |
| 1995 | 6900 чел. |  |
| 2000 | 6716 чел. |  |
| 2005 | 7114 чел. |  |

## Символика
Деревом посёлка считается слива японская, цветком — подсолнечник однолетний, птицей — Cettia diphone.